# Chrysopa nigrescens
Chrysopa nigrescens är en insektsart som beskrevs av Hölzel och Ohm 1986. Chrysopa nigrescens ingår i släktet Chrysopa och familjen guldögonsländor. Inga underarter finns listade i Catalogue of Life.